# Sevlievski Peak
Sevlievski Peak är en bergstopp i Antarktis. Den ligger i Sydshetlandsöarna. Argentina, Chile och Storbritannien gör anspråk på området. Toppen på Sevlievski Peak är 1 649 meter över havet. Sevlievski Peak ingår i Imeon Range.
Terrängen runt Sevlievski Peak är bergig åt sydost, men åt nordväst är den kuperad. Havet är nära Sevlievski Peak åt nordväst. Trakten är obefolkad. Det finns inga samhällen i närheten. 